# Primaluna
Primaluna é uma comuna italiana da região da Lombardia, província de Lecco, com cerca de 1.916 habitantes. Estende-se por uma área de 22 km², tendo uma densidade populacional de 87 hab/km². Faz fronteira com Casargo, Cortenova, Crandola Valsassina, Esino Lario, Introbio, Pasturo, Premana.

## Demografia
| Variação demográfica do município entre 1861 e 2011                               |
|                                                                                   |
| Fonte: Istituto Nazionale di Statistica (ISTAT) - Elaboração gráfica da Wikipedia |